# Georges II d'Antioche
Pour les articles homonymes, voir Georges II.
Georges II d'Antioche est un patriarche d'Antioche de la fin du VIIe siècle. Il est natif de Sébaste. Prêtre et moine, il assiste au Sixième concile oecuménique en tant que légat du patriarche de Jérusalem, Théodore. Peu de temps après, il lui succède, à une date inconnue située entre 685 et 688. Il participe au Concile in Trullo en 691-692. Il meurt entre 702 et 709.